# Pseudorus crassitarsis
Pseudorus crassitarsis är en tvåvingeart som först beskrevs av Macquart 1846.  Pseudorus crassitarsis ingår i släktet Pseudorus och familjen rovflugor. Inga underarter finns listade i Catalogue of Life.